# Forsteriola proloba
Forsteriola proloba är en spindelart som först beskrevs av Forster 1974.  Forsteriola proloba ingår i släktet Forsteriola och familjen Anapidae. Inga underarter finns listade i Catalogue of Life.